# Dirka po Španiji 2017
Dirka po Španiji 2017 (špansko Vuelta a España 2017) je 72. izvedba dirke po Španiji, tritedenske moške cestne kolesarske etapne dirke. Začela se je 19. avgusta v Nîmesu in končala 10. septembra v Madridu. Sodelovalo je 198 kolesarjev iz 22-ih ekip. Rdečo majico je drugič osvojil Chris Froome (Team Sky), drugo mesto Vincenzo Nibali (Bahrain–Merida), tretje pa Ilnur Zakarin (Team Katusha–Alpecin). Zeleno in belo majico je osvojil Chris Froome, pikčasto majico pa Davide Villella (Cannondale–Drapac).

## Ekipe
UCI WorldTeams
- AG2R La Mondiale
- Astana
- Bahrain–Merida
- BMC Racing Team
- Bora–Hansgrohe
- Cannondale–Drapac
- Team Dimension Data
- FDJ
- Team Katusha–Alpecin
- LottoNL–Jumbo
- Lotto–Soudal
- Movistar Team
- Orica–Scott
- Quick-Step Floors
- Team Sky
- Giant-Alpecin
- Trek–Segafredo
- UAE Team Emirates

UCI Professional Continental teams
- Aqua Blue Sport
- Caja Rural–Seguros RGA
- Cofidis
- Team Manzana Postobón

## Etape
| Etapa | Datum         | Štart/Cilj                                                  | Razdalja             | Tip       | Tip                  | Zmagovalec                                 |           |
| ----- | ------------- | ----------------------------------------------------------- | -------------------- | --------- | -------------------- | ------------------------------------------ | --------- |
| 1     | 19. avgust    | Nîmes (Francija)                                            | 13,7 km              |           | ekipni kronometer    | BMC Racing Team                            |           |
| 2     | 20. avgust    | Nîmes (Francija) — Gruissan, Grand Narbonne (Francija)      | 203,4 km             |           | ravninska etapa      | Yves Lampaert (BEL)                        |           |
| 3     | 21. avgust    | Prades (Francija) — Andorra la Vella (Andora)               | 158,5 km             |           | gorska etapa         | Vincenzo Nibali (ITA)                      |           |
| 4     | 22. avgust    | Escaldes-Engordany — Tarragona                              | 198,2 km             |           | ravninska etapa      | Matteo Trentin (ITA)                       |           |
| 5     | 23. avgust    | Benicàssim — Alcossebre                                     | 175,7 km             |           | hribovita etapa      | Aleksej Lucenko (KAZ)                      |           |
| 6     | 24. avgust    | Villarreal — Sagunto                                        | 204,4 km             |           | hribovita etapa      | Tomasz Marczyński (POL)                    |           |
| 7     | 25. avgust    | Llíria — Cuenca                                             | 207 km               |           | ravninska etapa      | Matej Mohorič (SLO)                        |           |
| 8     | 26. avgust    | Hellín — Xorret de Catí                                     | 199,5 km             |           | hribovita etapa      | Julian Alaphilippe (FRA)                   |           |
| 9     | 27. avgust    | Orihuela — Benitachell / El Poble Nou de Benitatxell        | 174 km               |           | hribovita etapa      | Chris Froome (GBR)                         |           |
|       | 28. avgust    | Province of Alicante                                        | Province of Alicante |           | dan počitka          | dan počitka                                |           |
| 10    | 29. avgust    | Caravaca de la Cruz — ElPozo Alimentación, Alhama de Murcia | 164,8 km             |           | hribovita etapa      | Matteo Trentin (ITA)                       |           |
| 11    | 30. avgust    | Lorca — Calar Alto Observatory                              | 187,5 km             |           | gorska etapa         | Miguel Ángel López (COL)                   |           |
| 12    | 31. avgust    | Motril — Antequera                                          | 160,1 km             |           | hribovita etapa      | Tomasz Marczyński (POL)                    |           |
| 13    | 1. september  | Coín — Tomares                                              | 198,4 km             |           | ravninska etapa      | Matteo Trentin (ITA)                       |           |
| 14    | 2. september  | Écija — Sierra de La Pandera                                | 175 km               |           | gorska etapa         | Rafał Majka (POL)                          |           |
| 15    | 3. september  | Alcalá la Real — Alto Hoya de la Mora, Sierra Nevada        | 129,4 km             |           | gorska etapa         | Miguel Ángel López (COL)                   |           |
|       | 4. september  | Logroño                                                     | Logroño              |           | dan počitka          | dan počitka                                |           |
| 16    | 5. september  | Circuito de Navarra — Logroño                               | 40,2 km              |           | posamični kronometer | Chris Froome (GBR)                         |           |
| 17    | 6. september  | Villadiego — Alto de Los Machucos                           | 180,5 km             |           | gorska etapa         | Stefan Denifl (AUT) Alberto Contador (ESP) |           |
| 18    | 7. september  | Suances — Santo Toribio de Liébana                          | 169 km               |           | hribovita etapa      | Sander Armée (BEL)                         |           |
| 19    | 8. september  | Caso, Redes Natural Park — Gijón                            | 149,7 km             |           | hribovita etapa      | Thomas De Gendt (BEL)                      |           |
| 20    | 9. september  | Corvera de Asturias — Alto de l'Angliru                     | 117,5 km             |           | gorska etapa         | Alberto Contador (ESP)                     |           |
| 21    | 10. september | Arroyomolinos — Madrid                                      | 117,6 km             |           | ravninska etapa      | Matteo Trentin (ITA)                       |           |
|       | Skupaj        | Skupaj                                                      | 3324,1 km            | 3324,1 km | 3324,1 km            | 3324,1 km                                  | 3324,1 km |

## Razvrstitev po klasifikacijah
| Etapa  | Zmagovalec         | Rdeča majica · | Zelena majica · | Pikčasta majica · | Kombinacija · | Ekipno            | Borbenost ·        | Mladi ·            |
| ------ | ------------------ | -------------- | --------------- | ----------------- | ------------- | ----------------- | ------------------ | ------------------ |
| 1      | BMC Racing Team    | Rohan Dennis   | brez            | Nicolas Roche     | Daniel Oss    | BMC Racing Team   | brez               | Bob Jungels        |
| 2      | Yves Lampaert      | Yves Lampaert  | Yves Lampaert   | Nicolas Roche     | Daniel Oss    | Quick-Step Floors | Markel Irizar      | Julian Alaphilippe |
| 3      | Vincenzo Nibali    | Chris Froome   | Vincenzo Nibali | Davide Villella   | Chris Froome  | Orica–Scott       | Alexandre Geniez   | Adam Yates         |
| 4      | Matteo Trentin     | Chris Froome   | Matteo Trentin  | Davide Villella   | Chris Froome  | Orica–Scott       | Diego Rubio        | Adam Yates         |
| 5      | Aleksej Lucenko    | Chris Froome   | Matteo Trentin  | Davide Villella   | Chris Froome  | Astana            | Aleksej Lucenko    | Adam Yates         |
| 6      | Tomasz Marczyński  | Chris Froome   | Matteo Trentin  | Davide Villella   | Chris Froome  | Astana            | Enric Mas          | Adam Yates         |
| 7      | Matej Mohorič      | Chris Froome   | Matteo Trentin  | Davide Villella   | Chris Froome  | Movistar Team     | Luis Ángel Maté    | Adam Yates         |
| 8      | Julian Alaphilippe | Chris Froome   | Matteo Trentin  | Davide Villella   | Chris Froome  | Movistar Team     | Przemysław Niemiec | Adam Yates         |
| 9      | Chris Froome       | Chris Froome   | Chris Froome    | Davide Villella   | Chris Froome  | Movistar Team     | Marc Soler         | Adam Yates         |
| 10     | Matteo Trentin     | Chris Froome   | Matteo Trentin  | Davide Villella   | Chris Froome  | Movistar Team     | Matteo Trentin     | Adam Yates         |
| 11     | Miguel Ángel López | Chris Froome   | Matteo Trentin  | Davide Villella   | Chris Froome  | Movistar Team     | Romain Bardet      | Miguel Ángel López |
| 12     | Tomasz Marczyński  | Chris Froome   | Matteo Trentin  | Davide Villella   | Chris Froome  | Movistar Team     | Omar Fraile        | Miguel Ángel López |
| 13     | Matteo Trentin     | Chris Froome   | Matteo Trentin  | Davide Villella   | Chris Froome  | Astana            | Thomas De Gendt    | Miguel Ángel López |
| 14     | Rafał Majka        | Chris Froome   | Matteo Trentin  | Davide Villella   | Chris Froome  | Astana            | Luis Ángel Maté    | Miguel Ángel López |
| 15     | Miguel Ángel López | Chris Froome   | Chris Froome    | Davide Villella   | Chris Froome  | Astana            | Sander Armée       | Miguel Ángel López |
| 16     | Chris Froome       | Chris Froome   | Chris Froome    | Davide Villella   | Chris Froome  | Astana            | Chris Froome       | Miguel Ángel López |
| 17     | Stefan Denifl      | Chris Froome   | Chris Froome    | Davide Villella   | Chris Froome  | Astana            | Daniel Moreno      | Miguel Ángel López |
| 18     | Sander Armée       | Chris Froome   | Chris Froome    | Davide Villella   | Chris Froome  | Astana            | José Joaquín Rojas | Miguel Ángel López |
| 19     | Thomas De Gendt    | Chris Froome   | Chris Froome    | Davide Villella   | Chris Froome  | Astana            | Daniel Navarro     | Miguel Ángel López |
| 20     | Alberto Contador   | Chris Froome   | Chris Froome    | Davide Villella   | Chris Froome  | Astana            | Enric Mas          | Miguel Ángel López |
| 21     | Matteo Trentin     | Chris Froome   | Chris Froome    | Davide Villella   | Chris Froome  | Astana            | brez               | Miguel Ángel López |
| Skupno | Skupno             | Chris Froome   | Chris Froome    | Davide Villella   | Chris Froome  | Astana            | Alberto Contador   | Miguel Ángel López |

## Končna razvrstitev
| Legenda | Legenda                                    | Legenda | Legenda                                           |
| ------- | ------------------------------------------ | ------- | ------------------------------------------------- |
|         | Predstavlja vodilnega v skupnem seštevku   |         | Predstavlja vodilnega po točkah                   |
|         | Predstavlja vodilnega v gorski razvrstitvi |         | Predstavlja vodilnega v kombinacijski razvrstitvi |
|         | Predstavlja najbolj borbenega kolesarja    |         | Predstavlja najboljšega mladega kolesarja         |

### Rdeča majica
| Poz. | Kolesar                  | Ekipa                | Čas         |
| ---- | ------------------------ | -------------------- | ----------- |
| 1    | Chris Froome (GBR)       | Team Sky             | 82h 30' 02" |
| 2    | Vincenzo Nibali (ITA)    | Bahrain–Merida       | + 2' 15"    |
| 3    | Ilnur Zakarin (RUS)      | Team Katusha–Alpecin | + 2' 51"    |
| 4    | Wilco Kelderman (NED)    | Giant-Alpecin        | + 3' 15"    |
| 5    | Alberto Contador (ESP)   | Trek–Segafredo       | + 3' 18"    |
| 6    | Wout Poels (NED)         | Team Sky             | + 6' 59"    |
| 7    | Michael Woods (CAN)      | Cannondale–Drapac    | + 8' 27"    |
| 8    | Miguel Ángel López (COL) | Astana               | + 9' 13"    |
| 9    | Steven Kruijswijk (NED)  | LottoNL–Jumbo        | + 11' 18"   |
| 10   | Tejay van Garderen (USA) | BMC Racing Team      | + 15' 50"   |

| Skupna razvrstitev kolesarjev (11–158) | Skupna razvrstitev kolesarjev (11–158) | Skupna razvrstitev kolesarjev (11–158) | Skupna razvrstitev kolesarjev (11–158) |
| Poz.                                   | Kolesar                                | Ekipa                                  | Čas                                    |
| -------------------------------------- | -------------------------------------- | -------------------------------------- | -------------------------------------- |
| 11                                     | Esteban Chaves (COL)                   | Orica–Scott                            | + 16' 46"                              |
| 12                                     | Louis Meintjes (RSA)                   | UAE Team Emirates                      | + 17' 41"                              |
| 13                                     | Fabio Aru (ITA)                        | Astana                                 | + 21' 41"                              |
| 14                                     | Nicolas Roche (IRL)                    | BMC Racing Team                        | + 22' 00"                              |
| 15                                     | Sergio Pardilla (ESP)                  | Caja Rural–Seguros RGA                 | + 22' 59"                              |
| 16                                     | Mikel Nieve (ESP)                      | Team Sky                               | + 28' 00"                              |
| 17                                     | Romain Bardet (FRA)                    | AG2R La Mondiale                       | + 31' 21"                              |
| 18                                     | Daniel Moreno (ESP)                    | Movistar Team                          | + 42' 16"                              |
| 19                                     | Sander Armée (BEL)                     | Lotto–Soudal                           | + 59' 01"                              |
| 20                                     | Darwin Atapuma (COL)                   | UAE Team Emirates                      | + 1h 02' 58"                           |
| 21                                     | Jack Haig (AUS)                        | Orica–Scott                            | + 1h 04' 48"                           |
| 22                                     | José Joaquín Rojas (ESP)               | Movistar Team                          | + 1h 05' 02"                           |
| 23                                     | Pello Bilbao (ESP)                     | Astana                                 | + 1h 06' 22"                           |
| 24                                     | Luis Ángel Maté (ESP)                  | Cofidis                                | + 1h 13' 27"                           |
| 25                                     | Franco Pellizotti (ITA)                | Bahrain–Merida                         | + 1h 13' 36"                           |
| 26                                     | Jaime Rosón (ESP)                      | Caja Rural–Seguros RGA                 | + 1h 17' 12"                           |
| 27                                     | Gianni Moscon (ITA)                    | Team Sky                               | + 1h 21' 17"                           |
| 28                                     | Antwan Tolhoek (NED)                   | LottoNL–Jumbo                          | + 1h 21' 46"                           |
| 29                                     | Stef Clement (NED)                     | LottoNL–Jumbo                          | + 1h 26' 13"                           |
| 30                                     | Matej Mohorič (SLO)                    | UAE Team Emirates                      | + 1h 31' 24"                           |
| 31                                     | Peter Stetina (USA)                    | Trek–Segafredo                         | + 1h 36' 35"                           |
| 32                                     | Luis León Sánchez (ESP)                | Astana                                 | + 1h 36' 50"                           |
| 33                                     | Jarlinson Pantano (COL)                | Trek–Segafredo                         | + 1h 39' 27"                           |
| 34                                     | Adam Yates (GBR)                       | Orica–Scott                            | + 1h 39' 51"                           |
| 35                                     | Igor Antón (ESP)                       | Team Dimension Data                    | + 1h 42' 33"                           |
| 36                                     | Richard Carapaz (ECU)                  | Movistar Team                          | + 1h 43' 59"                           |
| 37                                     | Hernán Aguirre (COL)                   | Team Manzana Postobón                  | + 1h 49' 26"                           |
| 38                                     | Jan Polanc (SLO)                       | UAE Team Emirates                      | + 1h 52' 14"                           |
| 39                                     | Rafał Majka (POL)                      | Bora–Hansgrohe                         | + 1h 53' 59"                           |
| 40                                     | Bart De Clercq (BEL)                   | Lotto–Soudal                           | + 1h 54' 19"                           |
| 41                                     | Koen Bouwman (NED)                     | LottoNL–Jumbo                          | + 1h 55' 00"                           |
| 42                                     | Bob Jungels (LUX)                      | Quick-Step Floors                      | + 1h 58' 17"                           |
| 43                                     | Rui Costa (POR)                        | UAE Team Emirates                      | + 1h 58' 46"                           |
| 44                                     | Simon Yates (GBR)                      | Orica–Scott                            | + 2h 02' 43"                           |
| 45                                     | Aldemar Reyes (COL)                    | Team Manzana Postobón                  | + 2h 03' 25"                           |
| 46                                     | Giovanni Visconti (ITA)                | Bahrain–Merida                         | + 2h 11' 10"                           |
| 47                                     | Nelson Oliveira (POR)                  | Movistar Team                          | + 2h 16' 03"                           |
| 48                                     | Marc Soler (ESP)                       | Movistar Team                          | + 2h 19' 27"                           |
| 49                                     | Bernardo Suaza (COL)                   | Team Manzana Postobón                  | + 2h 23' 21"                           |
| 50                                     | Ricardo Vilela (POR)                   | Team Manzana Postobón                  | + 2h 25' 21"                           |
| 51                                     | Antonio Pedrero (ESP)                  | Movistar Team                          | + 2h 27' 03"                           |
| 52                                     | Anthony Roux (FRA)                     | FDJ                                    | + 2h 28' 01"                           |
| 53                                     | Diego Rosa (ITA)                       | Team Sky                               | + 2h 31' 16"                           |
| 54                                     | Stéphane Rossetto (FRA)                | Cofidis                                | + 2h 33' 53"                           |
| 55                                     | Tomasz Marczyński (POL)                | Lotto–Soudal                           | + 2h 34' 33"                           |
| 56                                     | Fabricio Ferrari (URU)                 | Caja Rural–Seguros RGA                 | + 2h 39' 52"                           |
| 57                                     | Thomas De Gendt (BEL)                  | Lotto–Soudal                           | + 2h 39' 53"                           |
| 58                                     | Stefan Denifl (AUT)                    | Aqua Blue Sport                        | + 2h 41' 15"                           |
| 59                                     | Tobias Ludvigsson (SWE)                | FDJ                                    | + 2h 42' 20"                           |
| 60                                     | Daan Olivier (NED)                     | LottoNL–Jumbo                          | + 2h 42' 35"                           |
| 61                                     | Clément Chevrier (FRA)                 | AG2R La Mondiale                       | + 2h 42' 41"                           |
| 62                                     | Floris De Tier (BEL)                   | LottoNL–Jumbo                          | + 2h 44' 41"                           |
| 63                                     | Jérémy Maison (FRA)                    | FDJ                                    | + 2h 45' 01"                           |
| 64                                     | Jesús Hernández (ESP)                  | Trek–Segafredo                         | + 2h 45' 39"                           |
| 65                                     | Emanuel Buchmann (GER)                 | Bora–Hansgrohe                         | + 2h 57' 29"                           |
| 66                                     | David López (ESP)                      | Team Sky                               | + 2h 58' 17"                           |
| 67                                     | Paweł Poljański (POL)                  | Bora–Hansgrohe                         | + 2h 58' 35"                           |
| 68                                     | Julian Alaphilippe (FRA)               | Quick-Step Floors                      | + 2h 59' 11"                           |
| 69                                     | Jetse Bol (NED)                        | Team Manzana Postobón                  | + 2h 59' 17"                           |
| 70                                     | Alessandro De Marchi (ITA)             | BMC Racing Team                        | + 3h 00' 15"                           |
| 71                                     | Enric Mas (ESP)                        | Quick-Step Floors                      | + 3h 02' 34"                           |
| 72                                     | Alberto Losada (ESP)                   | Team Katusha–Alpecin                   | + 3h 06' 59"                           |
| 73                                     | Carlos Verona (ESP)                    | Orica–Scott                            | + 3h 07' 12"                           |
| 74                                     | Simon Clarke (AUS)                     | Cannondale–Drapac                      | + 3h 07' 58"                           |
| 75                                     | Aleksej Lucenko (KAZ)                  | Astana                                 | + 3h 08' 08"                           |
| 76                                     | Héctor Sáez (ESP)                      | Caja Rural–Seguros RGA                 | + 3h 09' 06"                           |
| 77                                     | Koen de Kort (NED)                     | Trek–Segafredo                         | + 3h 09' 17"                           |
| 78                                     | Salvatore Puccio (ITA)                 | Team Sky                               | + 3h 09' 44"                           |
| 79                                     | Valerio Agnoli (ITA)                   | Bahrain–Merida                         | + 3h 09' 53"                           |
| 80                                     | Anthony Perez (FRA)                    | Cofidis                                | + 3h 13' 46"                           |
| 81                                     | Daniel Navarro (ESP)                   | Cofidis                                | + 3h 17' 49"                           |
| 82                                     | Jacques Janse van Rensburg (RSA)       | Team Dimension Data                    | + 3h 18' 23"                           |
| 83                                     | Lluís Mas (ESP)                        | Caja Rural–Seguros RGA                 | + 3h 18' 29"                           |
| 84                                     | Matteo Trentin (ITA)                   | Quick-Step Floors                      | + 3h 18' 41"                           |
| 85                                     | Julien Bernard (FRA)                   | Trek–Segafredo                         | + 3h 22' 16"                           |
| 86                                     | Przemysław Niemiec (POL)               | UAE Team Emirates                      | + 3h 25' 48"                           |
| 87                                     | Juan Felipe Osorio (COL)               | Team Manzana Postobón                  | + 3h 27' 41"                           |
| 88                                     | Guillaume Bonnafond (FRA)              | Cofidis                                | + 3h 28' 17"                           |
| 89                                     | David Arroyo (ESP)                     | Caja Rural–Seguros RGA                 | + 3h 32' 34"                           |
| 90                                     | Lachlan Morton (AUS)                   | Team Dimension Data                    | + 3h 32' 57"                           |
| 91                                     | Edward Theuns (BEL)                    | Trek–Segafredo                         | + 3h 33' 03"                           |
| 92                                     | Francisco Ventoso (ESP)                | BMC Racing Team                        | + 3h 33' 37"                           |
| 93                                     | Fernando Orjuela (COL)                 | Team Manzana Postobón                  | + 3h 33' 54"                           |
| 94                                     | Sergej Černecki (RUS)                  | Astana                                 | + 3h 35' 00"                           |
| 95                                     | Adam Hansen (AUS)                      | Lotto–Soudal                           | + 3h 37' 11"                           |
| 96                                     | Patrick Konrad (AUT)                   | Bora–Hansgrohe                         | + 3h 37' 18"                           |
| 97                                     | Davide Villella (ITA)                  | Cannondale–Drapac                      | + 3h 37' 57"                           |
| 98                                     | Chad Haga (USA)                        | Giant-Alpecin                          | + 3h 44' 08"                           |
| 99                                     | Alexis Gougeard (FRA)                  | AG2R La Mondiale                       | + 3h 46' 38"                           |
| 100                                    | Iván García (ESP)                      | Bahrain–Merida                         | + 3h 47' 27"                           |
| 101                                    | Joe Dombrowski (USA)                   | Cannondale–Drapac                      | + 3h 47' 58"                           |
| 102                                    | Antonio Nibali (ITA)                   | Bahrain–Merida                         | + 3h 50' 02"                           |
| 103                                    | Arnaud Courteille (FRA)                | FDJ                                    | + 3h 50' 13"                           |
| 104                                    | Eros Capecchi (ITA)                    | Quick-Step Floors                      | + 3h 52' 20"                           |
| 105                                    | Domen Novak (SLO)                      | Bahrain–Merida                         | + 3h 52' 56"                           |
| 106                                    | Søren Kragh Andersen (DEN)             | Giant-Alpecin                          | + 3h 52' 58"                           |
| 107                                    | Christopher Juul-Jensen (DEN)          | Orica–Scott                            | + 3h 53' 31"                           |
| 108                                    | Julien Duval (FRA)                     | AG2R La Mondiale                       | + 3h 54' 03"                           |
| 109                                    | Damiano Caruso (ITA)                   | BMC Racing Team                        | + 3h 54' 23"                           |
| 110                                    | Bert-Jan Lindeman (NED)                | LottoNL–Jumbo                          | + 3h 55' 09"                           |
| 111                                    | Nick Schultz (AUS)                     | Caja Rural–Seguros RGA                 | + 3h 55' 40"                           |
| 112                                    | Loïc Vliegen (BEL)                     | BMC Racing Team                        | + 3h 56' 01"                           |
| 113                                    | Brendan Canty (AUS)                    | Cannondale–Drapac                      | + 3h 57' 55"                           |
| 114                                    | Juan José Lobato (ESP)                 | LottoNL–Jumbo                          | + 4h 02' 01"                           |
| 115                                    | Hugo Houle (CAN)                       | AG2R La Mondiale                       | + 4h 03' 18"                           |
| 116                                    | Manuele Boaro (ITA)                    | Bahrain–Merida                         | + 4h 03' 24"                           |
| 117                                    | Anthony Turgis (FRA)                   | Cofidis                                | + 4h 06' 21"                           |
| 118                                    | Marco Haller (AUT)                     | Team Katusha–Alpecin                   | + 4h 06' 31"                           |
| 119                                    | Markel Irizar (ESP)                    | Trek–Segafredo                         | + 4h 07' 16"                           |
| 120                                    | Johannes Fröhlinger (GER)              | Giant-Alpecin                          | + 4h 08' 43"                           |
| 121                                    | Chris Hamilton (AUS)                   | Giant-Alpecin                          | + 4h 12' 42"                           |
| 122                                    | Laurens De Vreese (BEL)                | Astana                                 | + 4h 12' 46"                           |
| 123                                    | Toms Skujiņš (LAT)                     | Cannondale–Drapac                      | + 4h 13' 16"                           |
| 124                                    | Christian Knees (GER)                  | Team Sky                               | + 4h 13' 46"                           |
| 125                                    | Daniel Hoelgaard (NOR)                 | FDJ                                    | + 4h 17' 04"                           |
| 126                                    | Magnus Cort (DEN)                      | Orica–Scott                            | + 4h 17' 37"                           |
| 127                                    | Diego Rubio (ESP)                      | Caja Rural–Seguros RGA                 | + 4h 19' 46"                           |
| 128                                    | Michel Kreder (NED)                    | Aqua Blue Sport                        | + 4h 21' 18"                           |
| 129                                    | Tim Declercq (BEL)                     | Quick-Step Floors                      | + 4h 21' 20"                           |
| 130                                    | Niki Terpstra (NED)                    | Quick-Step Floors                      | + 4h 23' 54"                           |
| 131                                    | Sacha Modolo (ITA)                     | UAE Team Emirates                      | + 4h 27' 08"                           |
| 132                                    | Rafael Reis (POR)                      | Caja Rural–Seguros RGA                 | + 4h 27' 14"                           |
| 133                                    | Tom Van Asbroeck (BEL)                 | Cannondale–Drapac                      | + 4h 29' 59"                           |
| 134                                    | Maksim Belkov (RUS)                    | Team Katusha–Alpecin                   | + 4h 30' 01"                           |
| 135                                    | Hernando Bohórquez (COL)               | Team Manzana Postobón                  | + 4h 31' 44"                           |
| 136                                    | Yves Lampaert (BEL)                    | Quick-Step Floors                      | + 4h 32' 02"                           |
| 137                                    | Michael Mørkøv (DEN)                   | Team Katusha–Alpecin                   | + 4h 33' 01"                           |
| 138                                    | Mark Christian (GBR)                   | Aqua Blue Sport                        | + 4h 36' 26"                           |
| 139                                    | Lasse Norman Hansen (DEN)              | Aqua Blue Sport                        | + 4h 38' 56"                           |
| 140                                    | Aaron Gate (NZL)                       | Aqua Blue Sport                        | + 4h 40' 07"                           |
| 141                                    | Peter Koning (NED)                     | Aqua Blue Sport                        | + 4h 41' 00"                           |
| 142                                    | Christoph Pfingsten (GER)              | Bora–Hansgrohe                         | + 4h 41' 29"                           |
| 143                                    | Sam Bewley (NZL)                       | Orica–Scott                            | + 4h 43' 27"                           |
| 144                                    | Andreas Schillinger (GER)              | Bora–Hansgrohe                         | + 4h 44' 03"                           |
| 145                                    | Nikita Stalnov (KAZ)                   | Astana                                 | + 4h 44' 07"                           |
| 146                                    | Kenneth Vanbilsen (BEL)                | Cofidis                                | + 4h 44' 33"                           |
| 147                                    | Rein Taaramäe (EST)                    | Team Katusha–Alpecin                   | + 4h 46' 21"                           |
| 148                                    | Ian Stannard (GBR)                     | Team Sky                               | + 4h 47' 00"                           |
| 149                                    | Federico Zurlo (ITA)                   | UAE Team Emirates                      | + 4h 47' 04"                           |
| 150                                    | Rémy Mertz (BEL)                       | Lotto–Soudal                           | + 4h 49' 50"                           |
| 151                                    | Jelle Wallays (BEL)                    | Lotto–Soudal                           | + 4h 53' 38"                           |
| 152                                    | Juan Sebastián Molano (COL)            | Team Manzana Postobón                  | + 4h 54' 27"                           |
| 153                                    | Thomas Scully (NZL)                    | Cannondale–Drapac                      | + 4h 56' 59"                           |
| 154                                    | Michael Schwarzmann (GER)              | Bora–Hansgrohe                         | + 4h 57' 10"                           |
| 155                                    | Adam Blythe (GBR)                      | Aqua Blue Sport                        | + 4h 58' 28"                           |
| 156                                    | Lorrenzo Manzin (FRA)                  | FDJ                                    | + 5h 01' 29"                           |
| 157                                    | William Clarke (AUS)                   | Cannondale–Drapac                      | + 5h 03' 10"                           |
| 158                                    | Conor Dunne (IRL)                      | Aqua Blue Sport                        | + 5h 16' 23"                           |

### Zelena majica
| Poz. | Kolesar                  | Ekipa                | Točke |
| ---- | ------------------------ | -------------------- | ----- |
| 1    | Chris Froome (GBR)       | Team Sky             | 158   |
| 2    | Matteo Trentin (ITA)     | Quick-Step Floors    | 156   |
| 3    | Vincenzo Nibali (ITA)    | Bahrain–Merida       | 128   |
| 4    | Alberto Contador (ESP)   | Trek–Segafredo       | 105   |
| 5    | Wilco Kelderman (NED)    | Giant-Alpecin        | 97    |
| 6    | Ilnur Zakarin (RUS)      | Team Katusha–Alpecin | 93    |
| 7    | Miguel Ángel López (COL) | Astana               | 90    |
| 8    | José Joaquín Rojas (ESP) | Movistar Team        | 70    |
| 9    | Michael Woods (CAN)      | Cannondale–Drapac    | 61    |
| 10   | Esteban Chaves (COL)     | Orica–Scott          | 61    |

### Pikčasta majica
| Poz. | Kolesar                  | Ekipa             | Točke |
| ---- | ------------------------ | ----------------- | ----- |
| 1    | Davide Villella (ITA)    | Cannondale–Drapac | 67    |
| 2    | Miguel Ángel López (COL) | Astana            | 47    |
| 3    | Chris Froome (GBR)       | Team Sky          | 35    |
| 4    | José Joaquín Rojas (ESP) | Movistar Team     | 33    |
| 5    | Thomas De Gendt (BEL)    | Lotto–Soudal      | 30    |
| 6    | Tomasz Marczyński (POL)  | Lotto–Soudal      | 28    |
| 7    | Rafał Majka (POL)        | Bora–Hansgrohe    | 28    |
| DSQ  | Stefan Denifl (AUT)      | Aqua Blue Sport   | 28    |
| 9    | Alberto Contador (ESP)   | Trek–Segafredo    | 27    |
| 10   | Romain Bardet (FRA)      | AG2R La Mondiale  | 25    |

### Bela majica
| Poz. | Kolesar                  | Ekipa                | Čas |
| ---- | ------------------------ | -------------------- | --- |
| 1    | Chris Froome (GBR)       | Team Sky             | 5   |
| 2    | Miguel Ángel López (COL) | Astana               | 17  |
| 3    | Alberto Contador (ESP)   | Trek–Segafredo       | 18  |
| 4    | Ilnur Zakarin (RUS)      | Team Katusha–Alpecin | 20  |
| 5    | Vincenzo Nibali (ITA)    | Bahrain–Merida       | 22  |
| 6    | Wilco Kelderman (NED)    | Giant-Alpecin        | 27  |
| 7    | José Joaquín Rojas (ESP) | Movistar Team        | 34  |
| 8    | Esteban Chaves (COL)     | Orica–Scott          | 37  |
| 9    | Wout Poels (NED)         | Team Sky             | 40  |
| 10   | Romain Bardet (FRA)      | AG2R La Mondiale     | 45  |

### Ekipna razvrstitev
| Poz. | Ekipa                  | Čas          |
| ---- | ---------------------- | ------------ |
| 1    | Astana                 | 247h 16' 21" |
| 2    | Movistar Team          | + 6' 16"     |
| 3    | Team Sky               | + 8' 12"     |
| 4    | UAE Team Emirates      | + 49' 02"    |
| 5    | LottoNL–Jumbo          | + 1h 07' 28" |
| 6    | Orica–Scott            | + 1h 35' 21" |
| 7    | Bahrain–Merida         | + 2h 02' 09" |
| 8    | Caja Rural–Seguros RGA | + 2h 07' 45" |
| 9    | BMC Racing Team        | + 2h 10' 38" |
| 10   | Quick-Step Floors      | + 2h 28' 01" |